# Triplemanía XVIII
Triplemanía XVIII fue la decimoctava edición de Triplemanía, un evento pago por visión de lucha libre profesional producido por la empresa Asistencia Asesoría y Administración (AAA). Tuvo lugar el 6 de junio de 2010 desde el Palacio de los Deportes, en la Ciudad de México. Durante el evento, El Trí tocó el tema oficial de apertura. 

## Resultados
- Octagoncito derrotó a Mini Abismo Negro (c), Mascarita Divina, La Parkita, Mini Charly Manson, Mini Histeria y Mini Psicosis en un TLC Match, ganando el Campeonato Mundial Mini de la AAA
  - Octagoncito ganó después de descolgar el título.
- Sexy Star, Rain & Jennifer Blake derrotaron a Faby Apache, Mary Apache & Cynthia Moreno
  - Rain cubrió a Mary después de golpearla con una escoba.
  - Como consecuencia, las perdedoras serán sirvientas de las ganadoras por un mes.
- Los Maniacos (Silver Cain & Último Gladiador) derrotaron a Beer Money, Inc. (Robert Roode & James Storm), Atsushi Aoki & Go Shiozaki (C) y La Hermandad 187 (Nicho & Joe Lider) ganando el Campeonato Mundial en Parejas de la AAA
  - Cain cubrió a Storm después de un "Brainbuster"
  - Originalmente Takeshi Morishima y Taiji Ishimori iban a defender sus títulos, pero perdieron sus títulos ante Aoki y Shiozaki una semana antes, por lo que son reemplazados por los campeones.
- Team Tirantes (Alex Koslov, Chessman & Hernández) derrotó a Team Piero (Heavy Metal, Octagón & Pimpinela Escarlata) en una Steel Cage Cabellera vs. Cabellera Match:
  - Chessman fue el último en salir de la jaula dejando adentro de la jaula a Heavy Metal.
  - Como consecuencia, Piero fue rapado.
- Abyss & Cibernético derrotaron a Vampiro Canadiense & El Zorro en un Hardcore Match
  - Cibernético cubrió a Vampiro después de una "Garra Cibernética"
- Jack Evans derrotó a Extreme Tiger (c), NOSAWA y Christopher Daniels, ganando el Campeonato Mundial de Peso Crucero de la AAA
  - Evans cubrió a Daniels después de un "Corkscrew 630° Senton"
- Dr. Wagner, Jr. derrotó a Electroshock ganando el Megacampeonato Unificado de Peso Completo de la AAA
  - Wagner cubrió a Electroshock después de un "Michinoku Driver II".
  - Después de la lucha, El Mesías le entregó el título a Wagner.
- L.A. Park derrotó a La Parka
  - L.A. Park cubrió a La Parka después de un "Martinete" sobre una silla.
  - Durante la lucha, Los Perros del Mal intervinieron a favor de L.A. Park, en lo cual, la comisión de lucha anuló el resultado debido a la intervención de ese equipo de luchadores independientes, esto significa que L.A. Park aún no tiene derecho a ser "La Parka".
  - Como consecuencia, L.A. Park obtendría el derecho de usar el nombre de "La Parka"

## Comentaristas
- Arturo Rivera "El Rudo"
- Andrés Maroñas Escobar
- Jesús Zúñiga
- Dr. Alfonso Morales